# Endasys testaceipes
Endasys testaceipes är en stekelart som först beskrevs av Carl Gustav Alexander Brischke 1891.  Endasys testaceipes ingår i släktet Endasys och familjen brokparasitsteklar. Arten är reproducerande i Sverige. Inga underarter finns listade i Catalogue of Life.